# 스포츠 미드나이트
스포츠 미드나이트(SPORTS MIDNIGHT)는 KBS 2TV에서 방송된 심야시간대 스포츠 전문 텔레비전 프로그램이다.

## 기획 의도
한 주간의 주요 스포츠 경기 주요장면을 정리하는 심야시간대 텔레비전 프로그램이다.

## 방송 시간
| 방송 채널 | 방송 기간                           | 방송 시간                                                                           | 방송 분량 |
| --------- | ----------------------------------- | ----------------------------------------------------------------------------------- | --------- |
| KBS 2TV   | 1999년 5월 3일 ~ 1999년 5월 14일    | 매주 월요일 ~ 목요일 밤 12:45 ~ 새벽 1:00 매주 금요일 새벽 1:00 ~ 1:15              | 15분      |
| KBS 2TV   | 1999년 5월 24일 ~ 1999년 5월 28일   | 매주 월요일 ~ 목요일 밤 12:45 ~ 새벽 1:00 매주 금요일 새벽 1:00 ~ 1:15              | 15분      |
| KBS 2TV   | 1999년 6월 7일 ~ 1999년 8월 6일     | 매주 월요일 ~ 목요일 밤 12:45 ~ 새벽 1:00 매주 금요일 새벽 1:00 ~ 1:15              | 15분      |
| KBS 2TV   | 1999년 9월 13일 ~ 1999년 9월 28일   | 매주 월요일 ~ 목요일 밤 12:45 ~ 새벽 1:00 매주 금요일 새벽 1:00 ~ 1:15              | 15분      |
| KBS 2TV   | 1999년 5월 17일 ~ 1999년 5월 21일   | 매주 평일 밤 12:45 ~ 새벽 1:00                                                      | 15분      |
| KBS 2TV   | 1999년 5월 31일 ~ 1999년 6월 4일    | 매주 월요일 ~ 목요일 밤 12:45 ~ 새벽 1:00 매주 금요일 밤 12:50 ~ 새벽 1:05          | 15분      |
| KBS 2TV   | 1999년 8월 9일 ~ 1999년 8월 13일    | 매주 월요일 ~ 화요일 밤 12:55 ~ 새벽 1:10 매주 수요일 ~ 금요일 밤 12:45 ~ 새벽 1:00 | 15분      |
| KBS 2TV   | 1999년 8월 18일 ~ 1999년 8월 20일   | 매주 수요일 ~ 목요일 밤 12:45 ~ 새벽 1:00 매주 금요일 새벽 1:10 ~ 1:25              | 15분      |
| KBS 2TV   | 1999년 8월 30일 ~ 1999년 9월 3일    | 매주 월요일 밤 12:45 ~ 새벽 1:45                                                    | 60분      |
| KBS 2TV   | 1999년 8월 30일 ~ 1999년 9월 3일    | 매주 화요일 ~ 목요일 밤 12:45 ~ 새벽 1:00                                           | 15분      |
| KBS 2TV   | 1999년 8월 30일 ~ 1999년 9월 3일    | 매주 금요일 새벽 1:00 ~ 1:15                                                        | 15분      |
| KBS 2TV   | 1999년 9월 6일 ~ 1999년 9월 10일    | 매주 월요일 ~ 목요일 밤 12:45 ~ 새벽 1:00 매주 금요일 새벽 1:10 ~ 1:25              | 15분      |
| KBS 2TV   | 1999년 10월 4일 ~ 1999년 10월 8일   | 매주 월요일 ~ 목요일 밤 12:45 ~ 새벽 1:00 매주 금요일 새벽 1:05 ~ 1:20              | 15분      |
| KBS 2TV   | 1999년 10월 11일 ~ 1999년 10월 14일 | 매주 월요일 ~ 목요일 밤 12:45 ~ 새벽 1:00                                           | 15분      |

## 진행자
- 신영일 前 아나운서

## 제공 광고주
- OB맥주 - 카프리